# Beina
|  | Per a altres significats, vegeu «Beina (desambiguació)». |

|  | Aquest article tracta sobre l'element de la munició que conté la càrrega explosiva i la càpsula fulminant. Si cerqueu la cobertura dels fruits, vegeu «llegum». |

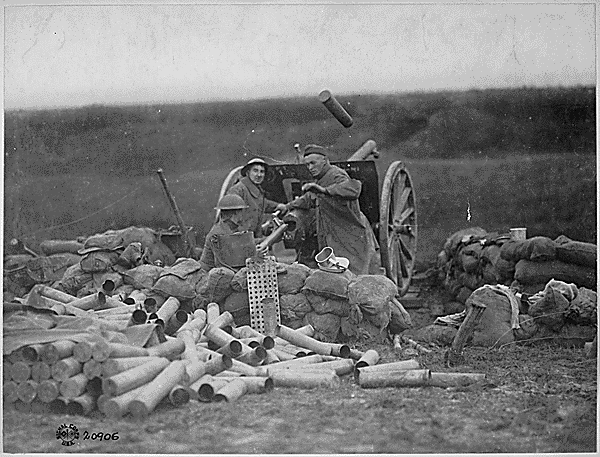
Beines ejectades per una canó de 75 mm (utilitzat durant la Primera Guerra Mundial

La beina, càpsula o casquet és l'element de la munició que solidaritza tots els altres i conté la càrrega explosiva i la càpsula fulminant. Una beina és buida per dins i de forma normalment cilíndrica o troncònica, de vegades eixamplada o aflautada. Sovint estava feta de llautó, perquè la ductilitat facilita el fet de donar-li forma, característica important en el moment de recàrrega. De tota manera, alguns contextos o necessitats conduïren els fabricants a adoptar altres materials:
- paper,
- Plàstic i coure, en particular en el cas de les beines d'armes de caça amb canó llis (sense ànima ratllada).
- acer, poc subjecte a la corrosió, sobretot després del tractament amb níquel.
- alumini (metall poc dens que alleugereix la munició, cf. GAU-8 Avenger),
- coure.

Les seccions verticals d'una beina són:
- coll, on la bala és encaixada
- connexió, de vegades absent.

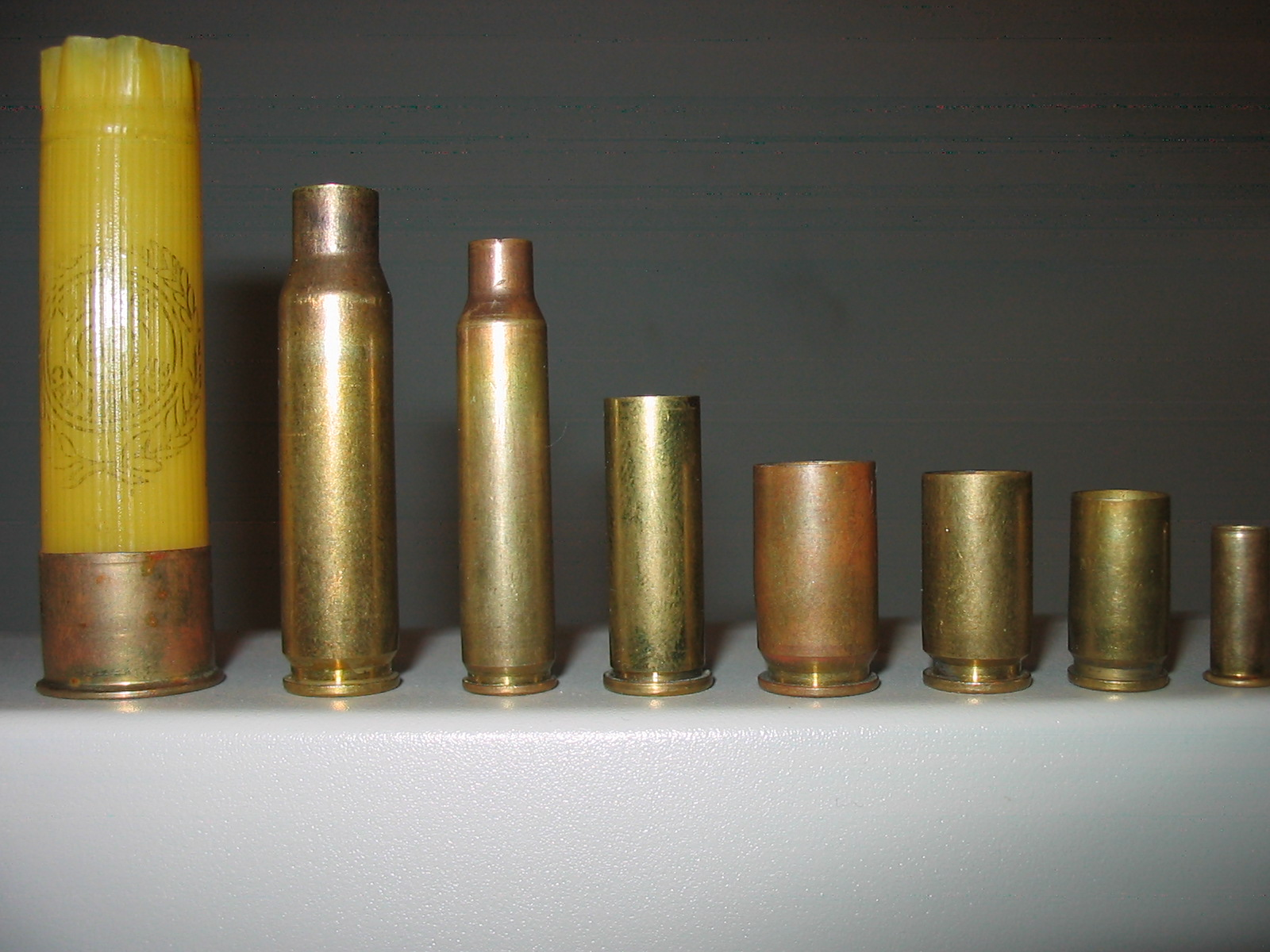
Exemples de beines de diferents models

- cos, que conté la càrrega explosiva (sovint, nitrat)
- culot, que conté la càrrega fulminant, sovint fulminat de mercuri, a poc a poc reemplaçat per azida de plom o per altres materials menys tòxics i més estables.
- projectil o bala

El culot pot comprendre:
- una gorja, és a dir, un tipus de ranura que facilita la tasca dels components de les armes automàtiques o semiautomàtiques encarregats de la seva extracció o ejecció.
- un vorell que facilita el blocatge i millora l'estanquitat. Les municions contemporànies rarament tenen vorell, perquè redueix la superfície de contacte de la munició situada a dins d'un carregador, la qual fa més difícil l'acció dels components encarregats de l'alimentació i, en menor mesura, de l'extracció i l'ejecció.